# 佐藤純彌
佐藤 純彌（さとう じゅんや、1932年〈昭和7年〉11月6日 - 2019年〈平成31年〉2月9日）は、日本の映画監督・脚本家。別名義は佐藤 純弥。幅広いジャンルを手掛け、莫大な予算と豪華なスタッフ・キャストを使用した作品を多数製作したことから“ミスター超大作”の異名で呼ばれる。

## 来歴
東京都出身。太平洋戦争時は、山形県鶴岡市の祖父と叔父の元へ縁故疎開した。当時は勤皇少年で、「自分は二十歳まで生きられていない」と思っていたという。
東京都立第一中学校在学中に学制改革を経て日比谷高校を卒業。その後東京大学に進学し、文学部を卒業した。
1956年に東映へ入社し、東映東京撮影所の映画スタッフとしてキャリアを積む。1961年に『宇宙快速船』で助監督して参加。1963年に『陸軍残虐物語』で監督デビュー。翌年には『廓育ち』で一見性的描写で観客を呼び、本質は社会派の内容の映画も監督を務めた。『魔法使いサリー』では佐藤 純弥名義で脚本を担当した。
1968年に東映を退社後は、ヤクザ映画を中心に監督を担当。1975年の『新幹線大爆破』は公開当初の興行成績は芳しくなかったが、海外での評価は高く、後年レンタルビデオなどでに人気作となった。
以降、『野性の証明』『未完の対局』『敦煌』『おろしや国酔夢譚』『男たちの大和/YAMATO』等の大作の監督を務め上げた。
2000年より地元で開催されている西東京市民映画祭の審査委員長を毎回務めてきた。
2008年、旭日小綬章を受章。
2010年、吉村昭の歴史小説が原作の『桜田門外ノ変』を監督。佐藤自身初となる長編時代劇であった。
2019年2月9日午後11時に都内の自宅で多臓器不全のため死去。86歳没。

## 作詞
作詞の方面でも才能を発揮している。1968年の『キイハンター』で主題歌「非情のライセンス」から、キイハンターの後番組である「アイフル大作戦」、その後番組「バーディー大作戦」、そしてその後番組であり、1975年から放送された『Gメン'75』と1982年から放送された『Gメン'82』のエンディング・テーマの作詞を務めた。
| 発売日         | タイトル           | 歌手              | 収録作品                                          |
| -------------- | ------------------ | ----------------- | ------------------------------------------------- |
| 1968年5月      | 非情のライセンス   | 野際陽子          | シングル「非情のライセンス」                      |
| 1971年         | 非情のライセンス   | 千葉真一          | アルバム「アクション・スターNo.1 千葉真一の魅力」 |
| 1974年7月      | 愛と死のパスポート | しまざき由理      | シングル「愛と死のパスポート」                    |
| 1974年7月      | 美しの丘           | しまざき由理      | シングル「愛と死のパスポート」                    |
| 1975年7月1日   | 面影               | しまざき由理      | シングル「面影」                                  |
| 1976年7月25日  | 追想               | しまざき由理      | シングル「追想」                                  |
| 1976年7月25日  | 愛の終りの日       | しまざき由理      | シングル「追想」                                  |
| 1978年4月1日   | 道                 | しまざき由理      | シングル「道」                                    |
| 1978年4月1日   | 愛                 | しまざき由理      | シングル「道」                                    |
| 1979年         | レクィエム         | ささきいさお      | シングル「レクィエム」                            |
| 1981年7月1日   | アゲイン           | しまざき由理      | シングル「アゲイン」                              |
| 1982年11月25日 | 抱擁               | なかやまて由希    | シングル「抱擁」                                  |
| 1982年11月25日 | あまくみないで     | なかやまて由希    | シングル「抱擁」                                  |
| 2000年11月22日 | 面影               | 水森かおり        | アルバム「水森かおり全曲集 尾道水道」             |
| 2009年6月24日  | 面影               | 中森明菜          | アルバム「ムード歌謡 歌姫昭和名曲集」             |
| 2009年6月24日  | 非情のライセンス   | 中森明菜          | アルバム「ムード歌謡 歌姫昭和名曲集」             |
| 2013年3月6日   | 面影               | 川上大輔          | アルバム「ベサメムーチョ ～美しき恋唄～」         |
| 2016年12月14日 | 非情のライセンス   | 非常階段×畑中葉子 | アルバム「畑中階段」                              |
| 2017年7月26日  | 非情のライセンス   | 甲斐よしひろ      | アルバム「かりそめのスウィング」                  |

## 評価
日本・中国合作の超大作『敦煌』で第12回日本アカデミー賞最優秀作品賞、同監督賞を受賞した。『新幹線大爆破』はヨーロッパで、『君よ憤怒の河を渉れ』は中国で大ヒットした。戦後初の日中合作『未完の対局』はモントリオール国際映画祭でグランプリを獲得するなど海外での評価も高く全般的に不動の地位を確立しているが、1997年の『北京原人 Who are you?』は失敗作とされ、その責任を帰せらる形で「監督として終わった人物」と一時は評された。
1960年代から1970年前後にかけてやくざ物で多く監督してきたが、1970年代中盤からはスケールの大きい大作を多く手がけるようになり、2000年代から晩年まで、その手の作品で腕を振るった。
テレビでは、東映製作の『キイハンター』や『Gメン'75』が有名で、深作欣二や鷹森立一らとともにメインで監督を務めた。『アイフル大作戦』『バーディー大作戦』『Gメン'75』『Gメン'82』『スーパーポリス』などでは深作とともに構成を担当し、長らくTBSの同時間帯番組を陰で支えてきた。また、確認できる限りでは『キイハンター』以降、定期的に脚本も書いている。
深作、佐藤と共に仕事をした千葉真一は二人を比較して、こだわりと情熱を前面に出す深作とは対照的に、佐藤は淡々と撮るスタイルの職人監督であると語っている。角川春樹は「佐藤さんは、きちんと物事を論理的に組み立てる。ちゃんと順を追って、何故こうなるのかという筋道を立てて撮っていく。理詰めで悩んだり、撮る時も迷ったり悩んだりしています」と語っている。
『人間の証明』『野性の証明』でカメラを担当した姫田真佐久は「カメラが回っている最中によそ見をする」「演出が苦手」とその著書の中で述べている。なお佐藤自身は最晩年のインタビュー本『映画監督 佐藤純彌　映画よ憤怒の河を渉れ』にて、姫田の見解に対する反証を述べている。

## 人物
父は日本刀学者の佐藤貫一。兄は言語学者の佐藤純一。子にテレビディレクターの佐藤東弥がいる。東京都西東京市に在住。
近藤照男・深作欣二・小山内美江子を含めた4人はウマが合い、時々会って、付き合いを続けていたと小山内は話している。

## 作品

### 監督
※は脚本を兼務。

#### 映画
- 陸軍残虐物語（1963年、東映）
- 続・王将（1963年、東映）
- 廓育ち（1964年、東映）
- 愛欲（1966年、東映）
- 組織暴力（1967年、東映）
- 続・組織暴力（1967年、東映）
- 荒野の渡世人（1968年、東映）
- 旅に出た極道（1969年、東映）
- 組織暴力 兄弟盃（1969年、東映）
- 日本暴力団 組長と刺客（1969年、東映）※
- 日本ダービー 勝負（1970年、東映)
- 最後の特攻隊（1970年、東映）
- 暴力団再武装（1971年、東映）
- 博徒斬り込み隊（1971年、東映）※
- ギャング対ギャング 赤と黒のブルース（1972年、東映）※
- やくざと抗争（1972年、東映）※
- やくざと抗争 実録安藤組（1973年、東映）
- 実録 私設銀座警察（1973年、東映）
- 実録安藤組 襲撃篇（1973年、東映）
- ゴルゴ13（1973年、東映）
- ルバング島の奇跡 陸軍中野学校（1974年　東映）
- 新幹線大爆破（1975年、東映）※
- 君よ憤怒の河を渉れ（1976年、大映）※
- 人間の証明（1977年、角川春樹事務所）
- 野性の証明（1978年、角川春樹事務所）
- 甦れ魔女（1980年、東映）
- 遥かなる走路（1980年、松竹）
- 未完の対局（1982年、「未完の対局」製作委員会）
- 人生劇場（1983年、東映）※
- 空海（1984年、東映）
- 植村直己物語（1986年、東宝）※
- 敦煌（1988年、東宝）※
- おろしや国酔夢譚（1992年、東宝[11]）※
- 私を抱いてそしてキスして（1992年、東映）
- 超能力者 未知への旅人（1994年、東映）
- 北京原人 Who are you?（1997年、東映）
- 男たちの大和/YAMATO（2005年、東映）※
- 桜田門外ノ変（2010年、東映）※

#### テレビ番組
- キイハンター（1968年 - 1973年、東映 / TBS）
- 天皇の世紀（1971年、ABCテレビ）
- Gメン'75（1975年 − 1982年、TBS）
- Gメン'82（1982年 - 1983年、TBS）
- ニュードキュメンタリードラマ昭和 松本清張事件にせまる 第25回「総理大臣の椅子」（1984年、テレビ朝日）※
- Gメン'93春 第一級殺人の女（1993年、TBS）
- Gメン'75スペシャル2 東京-北海道トリック殺人事件（2001年、TBS）※
- 金融腐蝕列島「再生」（2002年、BS-i）※

### CM
- BOSS－ゼロの頂点（2011年、サントリー）

### 脚本
- 狼と豚と人間（1964年、東映）
- 魔法使いサリー（1966年、NETテレビ）
- セックスドキュメント トルコの女王（1972年、東映）- 構成

## 出演
- 柳生一族の陰謀（1978年、東映）- 小室喜兵衛
- Gメン'82 第1話「Gメン VS白バイ強盗団」（1982年10月17日、TBS）- ホテルフロントの客（ノンクレジット）

## 著作
- 佐藤純彌『映画監督 佐藤純彌 映画（シネマ）よ憤怒の河を渉れ』聞き手：野村正昭、増當竜也、DU BOOKS、2018年11月23日。ISBN 978-4-8664-7076-4。